# 웨어 더 머니 이즈
《웨어 더 머니 이즈》(영어: Where the Money Is)는 2000년에 개봉한 폴 뉴먼과 린다 피오렌티노 출연의 미국의 코미디 영화이며 대작 위주로 제작하는 리들리 스콧이 제작으로 참여한 영화이다.

## 줄거리
베테랑 은행털이범 헨리 매닝은 뇌졸중으로 거동이 불편하고 말도 못하는 척하며 요양원에 숨어 지낸다. 간호사 캐롤 앤 맥케이는 한때 잘나갔던 은행털이범인 헨리에게 흥미를 느끼고, 그가 아픈 척을 하는 게 아닌가 의심하기 시작한다. 캐롤은 헨리가 정말로 아픈지 확인하기 위해 여러가지 테스트를 시도하고, 심지어 헨리를 휠체어 채로 물에 빠뜨리는 극단적인 행동까지 한다. 결국 헨리는 자신이 속임수를 쓰고 있음을 인정하게 되고, 그동안 요가와 불교 수행을 통해 뇌졸중 환자 연기를 했다는 사실을 밝힌다.
헨리는 캐롤과 그녀의 남편 웨인과 어울리며 자유로운 시간을 보내지만, 어느 날 밤 웨인의 차를 훔쳐 달아난다. 하지만 다음 날 다시 요양원으로 돌아온 헨리는 캐롤에게 지역 은행을 털자고 제안한다. 처음에는 거부하던 헨리는 결국 캐롤의 계획에 동참하고, 장갑차 강도 계획을 세운다. 웨인까지 합류하여 세 사람은 각자의 역할을 맡아 범행을 준비한다.
강도 계획은 몇 차례 어려움을 겪지만 성공적으로 마무리된다. 헨리가 교도소로 이송될 예정인 날, 캐롤은 헨리를 빼돌리고 웨인을 데려가기 위해 집으로 돌아간다. 그러나 웨인이 그들을 배신하고 경찰에 신고했다는 사실을 알게 된다. 경찰에 포위당하자 웨인은 자수하고, 헨리와 캐롤은 웨인의 차를 타고 도주한다. 헨리는 캐롤을 숲에 내려주고 혼자 경찰을 유인하다가 차를 호수에 빠뜨려 죽은 것으로 위장한다.
마지막 장면에서 헨리와 캐롤은 보석 가게에 나타나는데, 그곳의 보안 시스템이 고장 나 있다. 캐롤은 점원에게 자신의 결혼반지를 잘라달라고 부탁하고, 헨리는 가게 앞에서 휠체어를 탄 척하며 새로운 범행을 계획한다.

## 출연
- 폴 뉴먼 - 헨리 매닝 역
- 린다 피오렌티노 - 캐롤 앤 매케이
- 더멋 멀로니 - 웨인
- 수전 반스 - 포스터 부인
- 앤 피토니액 - 테틀로 부인
- 브루스 맥비티 - 칼
- 어마 세인트폴 - 게일러 부인
- 미셸 페론 - 경호원
- 도러시 고든 - 노턴 부인
- 리타 터킷 - 와일러 부인
- 다이앤 에이머스 - 키티

## KBS 성우진 (2005년 8월 7일)
- 이완호 - 헨리(폴 뉴먼)
- 안경진 - 캐롤(린다 피오렌티노)
- 김준 - 웨인(더멋 멀로니)
- 송연희 - 포스터(수잔 번즈)
- 황정란 - 와일러(리타 터켓)
- 나수란 - 겔러(얼마 St. 폴)
- 최옥희 - 노튼(도로시 고든)
- 임진응 - 파웰(T.J 켄올리)
- 박규웅 - 로이드(로드 맥라클란)
- 조진숙 - 코니(제인 이스트우드)
- 김소형 - 보석상인
- 정옥주 - 테틀로
- 이장원 - 교도관
- 민지 - 술집 여자
- 이재웅 - 아나운서